# Kalopogonium
Kalopogonium (Calopogonium) je rod rostlin z čeledi bobovité (Fabaceae), pocházejících z tropické a subtropické Ameriky. Zahrnuje několik druhů popínavých bylin s trojčetnými listy a modrými nebo purpurovými květy. Druh Calopogonium mucunoides je v tropech používán jako píce pro dobytek a zdomácněl i v jiných částech světa.

## Popis
Zástupci rodu kalopogonium jsou popínavé nebo plazivé byliny se stonkem na bázi více či méně dřevnatějícím. Listy jsou zpeřeně trojlisté, složené většinou z celokrajných vejčitých lístků, s palisty a s palístky na bázi jednotlivých lístků. Květenství je úžlabní hrozen, který může být vzpřímený nebo svazečkovitě stažený. Květy jsou drobné až poměrně velké, nahloučené v uzlinách květenství, velmi krátce stopkaté, podepřené drobnými opadavými listeny. Kalich je zvonkovitý až trubkovitý, zakončený 5 zuby, z nichž horní dva jsou více či méně srostlé. Koruna je modrá nebo purpurová. Pavéza je obvejčitá a na bázi má 2 zahnutá ouška. křídla jsou úzká, rovněž ouškatá, srostlá s tupým a lehce zahnutým, krátkým kýlem. Tyčinky jsou dvoubratré, tyčinka naproti pavéze je volná, ostatní srostlé. Semeník je přisedlý a obsahuje mnoho vajíček. Čnělka je nitkovitá, obvykle prohnutá, zakončená drobnou hlavatou bliznou. Lusky jsou podlouhlé až čárkovité, pukavé, poněkud zploštělé nebo na obou stranách vypouklé, mezi semeny zaškrcované. Obsahují několik až mnoho semen. Semena jsou okrouhlá nebo ledvinovitá, lehce zploštělá.

## Rozšíření
Rod kalopogonium obsahuje 5 až 9 druhů. Je rozšířen v tropické a subtropické Americe od Mexika po Paraguay a Argentinu a na Karibských ostrovech. Druh Calopogonium mucunoides se rozšířil i do tropů Starého světa, kde široce zdomácněl.
Kalopogonia rostou nejčastěji v tropických a subtropických lesích či křovinách v oblastech se sezónním obdobím sucha, často na březích řek či bažin.

## Význam
Calopogonium mucunoides je mohutná popínavá bylina, pocházející z tropické Ameriky. V tropických krajích se používá zejména jako píce pro dobytek a rozšířila se i do tropů Afriky, Asie a Austrálie.